# Milton Becerra
Milton Becerra (Estado Táchira, Venezuela, 10 de agosto de 1951) es un artista plástico venezolano

## Biografía
Milton Becerra es artista conceptual venezolano egresado de la Escuela de Artes Cristóbal Rojas de Caracas promoción Jesús Soto, entre 1973-1980, fue asistente colaborador en los talleres de los Maestros Carlos Cruz-Diez y Jesús Soto. Participó en su primera colectiva cuando aún era un estudiante.
Llevó a cabo la investigación sobre las tendencias arte concreto, neoplasticismo, arte cinético, arte generativo, “op-art”, realizando en 1973 su primera muestra individual Volumen Vibro-hexagonales a la cual incluye una ambientación sonora presentada en el Ateneo de Caracas y que lo haría acreedor del premio del III Salón Nacional de Jóvenes Artistas con su obra "Volumen vibro-hexagonal D".
Este conocimiento lo aplica al desarrollo de formas irregulares que denomina "Hexagonometrías", basadas en la disposición de diferentes módulos en el espacio a partir de la teoría del Cubo blanco, de Kasimir Malevitch, y de los conceptos filosóficos de Ludwig Wittgenstein en su “Tractatus lógico- philosophicus” investiga también sobre el color, su comportamiento en el espacio y la división de las formas a través de las gamas cromáticas.
Sobre las obras resultantes, el historiador de arte venezolano Alfredo Boulton (1908-1995) escribió: Caracterizan las obras de Milton Becerra su preocupación por los volúmenes y por las fuertes estructuras, a las que acompañan muy sutiles rasgos cromáticos. Nos hallamos, así, ante un objeto macizo, pero al mismo tiempo liviano y frágil.
Preocupado por la naturaleza y por el enorme legado de los pueblos indígenas venezolanos, en su primera exposición individual es capaz de fusionar la tradición de las culturas primitivas venezolanas con la modernidad de las tendencias artísticas de la época. Milton Becerra no discrimina los aspectos estéticos, por el contrario los hace convivir en un todo, siendo capaz de hacer trascender en armonía los recursos artísticos y visuales de las culturas primitivas con el abstraccionismo geométrico y la tradición cinética tan importante en el país para aquella época.
Tres años más tarde Milton Becerra consigue llevar al Museo de Arte Contemporáneo de Caracas su obra "Módulos Programados", para luego tender sus inquietudes hacia la intervención del paisaje y el empleo de la fotografía.

## Land Art
En la década de los años setenta y en este contexto surgen los primeros trabajos de Milton Becerra, localizados en diversas áreas suburbanas de Caracas, en los lindes imprecisos entre la urbe y el bosque o los potreros de altura, en los cauces de arroyos o en las últimas calles y casas de la ciudad, en la Colonia Tovar o en la represa de La Mariposa. Aunque se trata propiamente de acciones e intervenciones, estas piezas acaban siendo series de fotografías que más allá del documento constituyen una primera aproximación plástica y poética a esa visión de la naturaleza y el territorio como espacios sagrados, propicios a vivencias místicas y atravesadas por una memoria de las culturas de pueblos silenciados o desaparecidos. Este punto de partida caracterizará más tarde, y muy profundamente, al conjunto de su obra. Milton Becerra es considerado uno de los pioneros del Land Art en Venezuela, una corriente del Arte Contemporáneo que se vale de los elementos de la naturaleza en su entorno para producir en el espectador una reacción de cara al paisaje contemplado e intervenido por el artista. Nacida en (Londres), las necesidades del Land Art europeo eran sumamente distintas a las inquietudes que esta corriente alcanzó en América Latina.
El Land Art en las latitudes del Viejo Continente persigue la necesidad de llevar al espectador a un lugar aislado, donde la naturaleza habita en sí misma, lejos del bullicio y las influencias de las grandes metrópolis. En el caso de los artistas latinoamericanos, y en esto Milton Becerra ha descrito una línea más que coherente a lo largo de su trayectoria, el arte de la tierra es entrar en contacto con nuestras raíces y hacer parte del suelo que nos sustenta. Milton Becerra, preocupado por la ecología, llevó a cabo en esta etapa obras como "Una Cobija para la hierba" en las Lomas de Prados del Este; y "Análisis de un Proceso en el Tiempo", en Longaray, El Valle, donde denuncia los efectos de la contaminación y el deterioro del paisaje, Eco-Art.

## Eco-Art
Hacia la década de los 80 invitado a la XIe Bienal de París presentada en el Museo de Arte Moderno de París, Milton Becerra no sólo se establece en París, sino que además desarrolla una nueva perspectiva de su arte, basadas en su investigación y percepción por las costumbres yanomamis. Es entonces cuando a sus habituales tramas y tejidos impregnados de modernidad, les da un giro que lo lleva a la elaboración de sus notorias Site-specific art (instalaciones), obras que hasta el momento distinguen el trabajo de este artista tachirense en cualquier lugar del mundo. La mezcla de la fibra y de los tejidos con otros elementos orgánicos como las rocas, lo ha llevado a desarrollar series como
Chin Cho rros . (1995), Gotas (1990) y Nidos (1995).
En cada uno de estos trabajos el artista apela al referente, lo interpreta y lo nutre de aspectos abstraccionistas y geométricos, donde el ligero oscilar de los cuerpos inertes desafían las leyes de la gravedad y hacen, de la instalación misma, una estética formidable. Chin cho rros, Esfera precolombina Site-specific art (instalación) llevada a cabo en el Museo de Arte y Diseño Contemporáneo en San José de Costa Rica (1995), invitado por Virginia Pérez-Ratton (1950-2010), no sólo mostraba al público la interpretación de Milton Becerra de las tradicionales hamacas empleadas por las etnias indígenas para el descanso, sino que además en ellas reposaban piedras, como los cuerpos rígidos de aquellos hombres y mujeres que murieron víctimas de la peste endémica Xawara y que tuvieron, como lecho funerario, a estas redes pendulantes.
Milton Becerra deja claro cuál es el camino que como artista se ha trazado, reconoce con orgullo que lleva el arte venezolano a cualquier latitud y que en cada pieza que lleva a cabo, es inevitable no sentirse atado a su tierra, en especial a su querido Amazonas.
Invitado por Alfons Hug coordinador de la exposición internacional "Arte Amazonas" organizado por el Instituto Goethe de Brasil, con ocasión de la primera Conferencia de las Naciones Unidas sobre el Medio Ambiente y Desarrollo, "Cumbre de la Tierra" ECO-92, presentada en el Museo de Arte Moderno de Río de Janeiro. Su trabajo se centra en el Alto Orinoco, la Reserva Federal de Amazonas, el territorio de los yanomami, y se erige como un experimento de campo en el que se sumerge el artista, como si se tratara de un taller real, totalmente antropológico, desarrollando la obra "Xawara yanomami - Siglo XXI", entre 1992-1994 la muestra itinerante fue presentada en: Museo de Arte en Brasilia, Brasil; Museo Ludwig Forum, Aquisgrán, Alemania; Technische Sammlungen, Dresde, Alemania; Statliche Kunsthalle, Berlín, Alemania.

## Distinciones

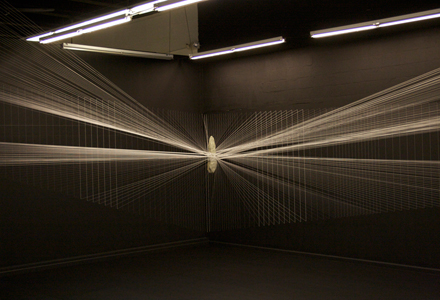
Ale'ya Durban Segnini Gallery Miami 2009.

- Premio Omar Carreño en Arte conceptual, Colegio de Arquitectos de Venezuela, (2014)
- Premio Asociación Internacional de Críticos de Arte (AICA) a la Proyección Internacional, Venezuela (2008)
- Mención Honor EST92, Tijuana, México (1998)
- Distinción Salón de Arte, 50 Años del Banco Central de Venezuela, Caracas (1990)
- Primer Premio de Arte Efímero, II Bienal de Guayana Museo Jesús Soto, Ciudad Bolívar, Venezuela (1989)
- Premio Adquisición O Klinikverwartung, Bad Rappenau, Alemania (1989)
- Segundo premio III Bienal de Escultura Museo Francisco Narváez, Porlamar, Venezuela (1986)
- Primer premio II Bienal de Escultura Museo Francisco Narváez, Porlamar (1984)
- Premio Salón de Jóvenes Artistas Casa Guipuzcoana, La Guaira (1983)
- Premio beca Fundación Mariscal Ayacucho, para estudios de licencia, París (1980)
- Premio adquisición IV Salón de Arte Nacional de Jóvenes Artistas, INCIBA, Caracas (1975)
- Primer Premio III Salón de Arte Jóvenes Artistas Galería La Rinconada, Caracas (1973)

## Obras Monumentales
- Tepú-méreme, Museo de Pontevedra, Galicia España (1996)
- Esfera precolombina, Museo de Arte y Diseño Contemporáneo, San José, Costa Rica (1995)
- Nointel Lotus, Château (Castillo) Nointel, Francia (1994)
- Oro Doble Espiral, Familia Kistermann, Aachen, Alemania (1994)
- Constelación Dorado, Museo Rohrbach Zement, Dotterhausen, Alemania (1991)
- O, Noa-Noa Fundación, Caracas, Venezuela (1990)
- O, Die Stimme in der Kunst, Klinikverwartung, Bad Rappenau, Alemania (1989)
- Meteorito, parque Ibirapuera, XVIII Bienal de São Paulo, Sao Paulo, Brasil (1985)
- Homenaje a la constelación del águila y las cinco águilas blancas, Museo Mariano Picón Salas, parque Albarregas, Mérida Venezuela (1985)

## Monografía

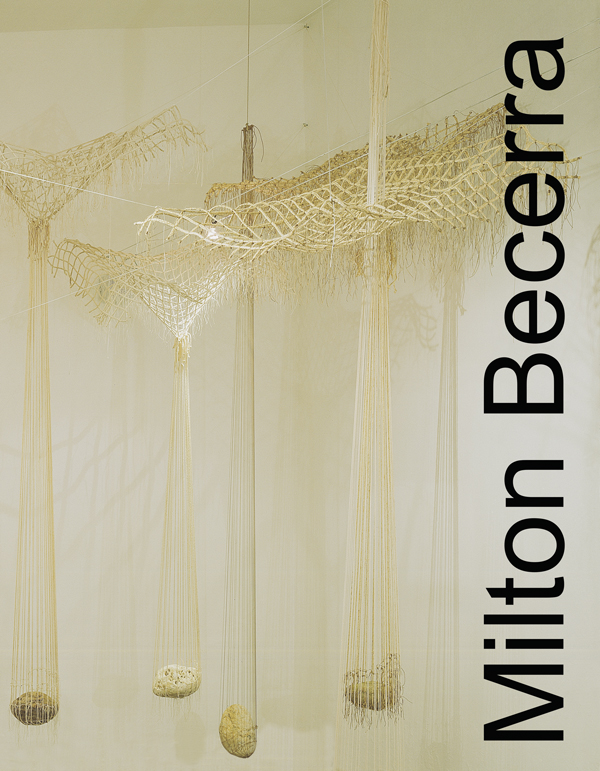
Libro milton becerra

- "Arte en Venezuela 1980-2005" del historiador y crítica de arte Juan Carlos Palenzuela (1955-2007).
- Susana Benko, Educación artística, Edición Larense, Venezuela (2009)
- “Análisis de un proceso en el tiempo”, Fundación Cultural Chacao, Caracas, Venezuela (2007)
- Christine Frérot “Arte contemporáneo de América Latina 1990-2005” Edición L’Harmattan, Francia (2005)
- Juan Carlos Palenzuela “Escultura en Venezuela 1960 – 2002” Citibank, Caracas, Venezuela (2002)
- Paco Barragán “El Arte que Viene” Ediciones Grupo Subastas XXI, Madrid, España (2002)
- Ivonne Pini “Fragmentos de Memoria los artistas Latinoamericanos piensan el pasado” Edición Uniandes, Bogotá (2001)
- René Derouin “Por una Cultura de Territorio” Ediciones l’Hexagone, Quebec, Canadá (2001)
- Juan Carlos Palenzuela “Ideas Sobre lo Visible” Edición al cuidado del autor, Caracas, Venezuela (2000)
- Enrique Viloria Vera “Milton Becerra-Los Orígenes” Ediciones Pavilo, Caracas, Venezuela (1999)
- Visión del Arte latinoamericano en la década de 1980, UNESCO, Lima, Perú (1994)
- Alfredo Boulton “Historia de la Pintura en Venezuela” Edición Armitano, Caracas, Venezuela (1979)
- Roberto Guevara “Arte para una Nueva escala” Edición Lagoven, Caracas, Venezuela (1979)
- Jorge Glusberg “Joven Generación” Argentina (1976)

## Publicaciones
- María Elena Ramos “El Nómada Recolector” revista Arte Naturaleza Lagoven – Caracas, Venezuela (1982)
- Revista Arte Plural P/ 87- Caracas, Venezuela (1983)
- Christian Chambert Konstuetenskaplis página 38/39- revista Bulletin, Suiza (1984)
- Gustavo Guerrero “Memoria Arcaica” revista Criticart – Caracas, Venezuela (1986)
- Susana Benko “Pasión y Desmesura en el Arte” revista Imagen n° 52- Caracas, Venezuela (1989)
- François Julien “Artmania” revista L’Officiel hommes París, Francia (1990)
- Álvaro Medina “Piedras Atadas Geometría Desatada” revista ArtNexus Nº 8- Bogotá, Colombia (1993)
- Antonio Rodríguez “La Voz Milenaria del Hombre” revista ArtNexus Nº 8- Bogotá, Colombia (1993)
- Berta Sichel “The New Past” revista Atlántica, Nº 6- Las Palmas, Gran Canaria (1994)
- Reynaldo Roels Jr. “Arte Amazonas” revista Humboldt Nº 112- Bonn, Alemania (1994)
- Luís A Duque “Viaje a la semilla” revista Estilo, Nº 26 -Caracas, Venezuela (1995)
- Alicia Mocci “Fabulador del Espacio” revista Viasar, Nº 23- Caracas, Venezuela (1995)
- María Luz Cárdenas “Milton Becerra” revista ArtNexus Nº 20- Bogotá, Colombia (1996)
- Luís A Duque “Proyecto la caza del Jaguar” revista Estilo Nº 29- Caracas, Venezuela (1996)
- Susana Benko “Milton Becerra – Identidad” revista ArtNexus Nº 27 -Bogotá, Colombia (1998)
- BIT revista OIT programa de actividades sectoriales primera edición Génova, Suiza (1999)
- Juan Carlos Palenzuela “Milton Becerra Galería IUFM Confluences” revista ArtNexus Nº 37- Bogotá, Colombia (2000)
- Carlos Acero Ruiz “El Mundo Mágico de Milton Becerra” revista ARTes Nº 3 Santo Domingo, R. Dominicana (2002)
- Marianne de Tolentino “Milton Becerra” revista ArtNexus n°45- Bogotá, Colombia (2002)
- Antonio Zaya, Portafolio “Ximetriamazonica” revista Atlántica – Las Palmas, Gran Canaria (2003)
- «Homenaje à Pierre Restany » exposición Milton Becerra- revista Update nº 4 – París, Francia (2003)
- Christine Frérot “Exposición Milton Becerra” revista ArtNexus Nº 51- Bogotá, Colombia (2004)
- Amalia Capoto “Milton Becerra-Lost Paradise” revista Arte al día Nº 102 – Miami, EE. UU. (2004)
- Marina D. Whitman “Milton Becerra” revista Surface Design volumen 29 N.º 1 P/ 50-51– Miami, EE. UU. (2004)
- Lorenzo Dávalos, Silente perplejidad, revista GP N.º 8, P/arte-Caracas, Venezuela (2007)
- Susana Benko, “Milton Becerra” revista ArtNexus, Bogotá, Colombia (2009)
- Patricia Avena Navarro, Arqueología de lo visible e invisible, Arte al día N°138- Miami, EE. UU. (2012)
- Gladys Yunes Yunes “Milton Becerra. Cara y sello”, revista ArtNexus N°95-Bogotá, Colombia (2014)